# Babos Zoltán (mérnök)
Babos Zoltán (Budapest, 1904. május 13. – Budapest, 1977. január 30.): kultúrmérnök, hidrológus.

## Élete
Középiskolai tanulmányait követően a budapesti József Nádor Műegyetemen szerzett mérnöki oklevelet, 1929-ben. 1932-től a Földművelésügyi Minisztérium Vízrajzi Intézetében dolgozott, majd 1937-től a pécsi kultúrmérnöki hivatalban Baranya vármegye kisvízfolyásainak rendezésével foglalkozott. Az első bécsi döntést követően, 1939-ben Munkácsra helyezték át, ahol megszervezte a helyi kultúrmérnöki hivatalt; tervei alapján szabályozták a következő időszakban a Latorca folyó ottani szakaszát.
1946-ban részt vett az újjászervezett vízügyi szolgálat első 3 éves tervének kidolgozásában. 1950-től az akkor alakult Állami Műszaki Tervező Intézet (a Mélyépítési Tervező Vállalat jogelődje) munkatársa volt, ahol változatlanul vízrendezés-tervezési feladatokkal foglalkozott, mintegy két évtizeden át. Tervezői munkája során több mint 160 vízrendezési terv, illetve tervtanulmány készült el a vezetésével. Jó néhány tervében és tanulmányai némelyikében egy-egy egész vízvidék rendezésének alapjait fektette le. Jelentős a vízépítéstörténeti tanulmánya, mely a téma addig legrészletesebb feldolgozása volt.

## Fő művei
- Az ármentesítések, belvízrendezések és lecsapolások fejlődése Magyarországon (Mayer Lászlóval, Vízügyi Közlöny, 1939. 1–2. szám)
- Magyarország öntözései az 1947. évben (Vízügyi Közlöny, 1948. 1. szám)
- Magyarország öntözővízkészlete (Budapest, 1947)
- A szekszárdi Séd nagyvizei (Vízügyi Közlöny, 1958. 3. szám)
- A mértékadó belvízi hozamok Szeged környékén (Vízügyi Közlöny, 1958. 3. szám)
- Vízrendezések tervezésénél mértékadó csapadékok (Budapest, 1959)
- Hótakaróink jellemző adatai (Bp., 1975)